# Dominique Selen
Dominique Selen
Directeur aan de Academie Schone Kunsten Turnhout.(Turnhout, 27 april 1965) is een Belgische kunstenares en dochter van kunstschilder Max Selen
Zij studeerde aan de Koninklijke Academie voor Schone Kunsten te Antwerpen, specialisatie Monumentale Kunsten en vrije grafiek.Koninklijke Academie voor Schone Kunsten van Antwerpen

Loopbaan en artistiek werk:
Dominique Selen ontwikkelde zich als beeldend kunstenaar en verwierf bekendheid door haar schilderijen en grafisch werk. Haar werk werd op talrijke tentoonstellingen getoond, zowel nationaal als internationaal. Ze ontving daarnaast opdrachten van gemeenten, waarbij zij kunstprojecten realiseerde in de openbare ruimte. 

Publicaties:
Naast haar werk als kunstenaar publiceerde Selen verschillende dichtbundels.
•	Achter het canvas (2021): 
•	Voorbij woorden (2021):
•	SAVE(D) (2021): Een samenwerking met Jaak Albert.
De titel SAVE(D) verwijst naar de SAVE-missie in Rwanda, waar 'metissen' werden ondergebracht om later al dan niet geadopteerd te worden door Belgische gezinnen. Deze historische context speelt een cruciale rol in het werk, waarin Jaak Albert zijn jeugdherinneringen en verwerkingsproces als koloniale metis onderzoekt. Metissen van België
Tentoonstellingen
In groepsverband :
1988     : JAPAN:  Museum of Modern Art Wakajama                      
1992     : NEDERLAND:Tilburg: Duvelhok
1993     : RUMST: Kasteel Tibur
1996     : DUITSLAND: Hammelburg
1997     : ANTWERPEN: Eduard Pechéstraat
1999     : BEERSE: Park Tempelhof  -Beeldenbiënnale
```
1999    : BEERSE: Cultureel Centrum ’t Heilaar
```

2002     : ANTWERPEN : Borgerhart in : ‘TPEKFABRIEK
2002      :ANTWERPEN: Van Helmontstraat 3 ; 6° Open huis
2003     : WILRIJK: Boekstraat 113
2018     : OUD-TURNHOUT: Hofke Van Chantraine
2018     : TURNHOUT: Creative Factory
2018    : NEDERLAND: Leiden
2018:   : NEDERLAND: Amsterdam Men on the moon gallery, Amsterdam
2019    : BRUSSEL: Krp 
2019    : NEDERLAND: Amsterdam Gllery De Stoker
2019    : FRANKRIJK: Parijs : Mnp. Roissy
2020    : BELGIE: Turnhout Gallery Mara
2020    : DUITSLAND: Keulen:  G. Marzellenstrasse 
2020    : DUBAI
2020    : FRANKRIJK: Straatsburg
2021    : DUITSLAND: Keulen
2021    : ESTLAND: Tallin
2021    : ZWEDEN: Stockholm
2021    : LUXEMBURG
2022    : DUITSLAND: Keulen
2022    : VERENIGDE STATEN: Pier 36 Lower East Side
2022    : VERENIGDE STATEN: W Harbor Dr.: San Diego
2022    : DUITSLAND: Mainz
2022    : AMERIKA: New York
2023    : ITALIE: Via Angelo Poliziano, 00184 Rome RM, Italy.
2023    : MONACO: Chapiteau de Fontvieille
2024    :MADRID: Museum Ducal Palace
2024    : MADRID: Santana Art Gallery: Paseo de la Castellana, 190
Individueel
1991    : BRUSSEL: Expo Hallen
1992    : NEDERLAND: Waalwijk: B.
1993    : NEDERLAND: Leiden: Holiday Inn
1994    : ANTWERPEN: Galerij ’t Sandt ( samen met Max Selen)
1994    : GENT: Charlatan
1995    : GENT: Charlatan
1995    : ANTWERPEN: Pantomine
2000    : ANTWERPEN: De Schelter  
2000    : TURNHOUT: Aankoop van een beeldhouwwer ter ere van “Focus op het Zuiden”.                                       
2002    : ARENDONK:  in opdracht van het Rode Kruis “de 4 Conventies van Genéve"
2002    : TURNHOUT: Stadhuis.” De 4 conventies van Genéve”.  Naar aanleiding van de Europese dag van de hulpliga, Rode Kruis
2004    : TURNHOUT: t’Oog Herentalsstraat
2004    : TURNHOUT: Elckerl
2006:   : ANTWERPEN: payoke
2007    : ANTWERPEN: Jacques Gorus galerij
2008    : ANTWERPEN ABC center
2010     : LINT: Alfa Cam
2018     : BEERSE: Heilaar
2018     : FRANKRIJK: Straatsburg
2018     : ZWEDEN: Malmô
2018      : DUITSLAND : Dresden
2019      : AMSTERDAM: Galerie De Stoker
2023      : BELGIE: CC Lint